# Pancreatite cronica
La pancreatite cronica è una malattia infiammatoria cronica del pancreas, che può manifestarsi sotto forma di episodio di riacutizzazione a carico di un pancreas già precedentemente interessato da processi infiammatori, oppure come danno cronico che si manifesta clinicamente con dolore addominale persistente e malassorbimento.

## Epidemiologia
È prevalente nel sesso maschile (75% dei casi), con picco di incidenza tra i 30 e i 40 anni. L'incidenza annuale è pari a 3-9 ogni 100 000 abitanti.

## Eziologia
Le cause della pancreatite cronica sono praticamente le stesse della pancreatite acuta. Le cause comuni sono costituite da:
- abuso di alcol (responsabile, da solo, di circa il 90% dei casi nei paesi occidentali)[2]
- calcoli

Altre cause sono:
- malnutrizione proteico-calorica
- consumo eccessivo di cassava (nei paesi tropicali e subtropicali di Asia e Africa)
- fumo di sigaretta
- ipertrigliceridemia
- ERCP dopo manometria biliare
- traumi addominali
- farmaci (sulfonamidi, estrogeni, tetracicline)

Cause più rare sono:
- ereditarie
- fibrosi cistica
- autoimmuni
- infezioni (specialmente virali, da Coxsackie virus di gruppo B)
- iperparatiroidismo
- idiopatica

## Fisiopatogenesi
La patogenesi della pancreatite cronica non è ancora ben definita. Nel caso di una pancreatite cronica alcolica, è stato ipotizzato che l'alterazione iniziale sia costituita dalla precipitazione di proteine (probabilmente enzimi) nel lume dei dotti. L'ostruzione duttale causerebbe così dilatazione del lume, atrofia diffusa delle cellule acinose, fibrosi e calcificazione dei tappi proteici.
L'alterazione della litostatina (proteina, presente nel succo pancreatico e che stabilizza il calcio), sembra rivestire grande importanza, in quanto favorirebbe la precipitazione di aggregati proteici a livello delle diramazioni periferiche del sistema duttale pancreatico.

### Complicanze
- Pseudocisti da ritenzione
- Ascite pancreatica
- Fistola pancreatica
- Riduzione di peso (per il malassorbimento)
- Trombosi dell'arteria e/o vena splenica e conseguente ipertensione portale
- Ittero ostruttivo in presenza di common channel

## Clinica

### Segni e sintomi
La presentazione clinica della pancreatite cronica è simile a quella della pancreatite acuta.
Il dolore addominale può esser continuo, intermittente o addirittura assente. Viene riferito dal paziente come un dolore epigastrico, irradiantesi al dorso ("dolore a sbarra"); ma in alcuni casi ha una presentazione atipica. Può infatti essere riferito posteriormente, nei quadranti di destra e di sinistra o a tutto l'addome superiore, oppure ai fianchi o alla regione toracica anteriore. Si tratta di un dolore viscerale, profondo, persistente, non responsivo all'assunzione di antiacidi; è inoltre esacerbato da un pasto ricco di grassi e dall'assunzione di alcool.
Il malassorbimento è caratterizzato da:
- steatorrea (emissione di feci grasse, dovuta ad una riduzione delle lipasi per la marcata inibizione della funzione esocrina della ghiandola);
- azotorrea;
- perdita di peso e alterazioni dell'alvo;
- solo nella steatorrea grave, vi è deficit di vitamine liposolubili (A, D, E e K).

Il diabete è una complicanza caratteristica della malattia in fase avanzata, correlata a una massiccia distruzione delle isole di Langerhans.
L'ittero è dovuto a edema della testa del pancreas, che determina compressione della porzione intrapancreatica del coledoco.

### Esami di laboratorio e strumentali
Non sempre la diagnosi è agevole, salvo che nelle presentazioni eclatanti. Si deve indagare sulla storia di abuso di alcool.
Il dosaggio di amilasi e lipasi, che deve sempre essere effettuato, può non rivelare alterazioni, anche se di solito l'aumento delle concentrazioni sieriche di questi enzimi è associato alle crisi dolorose.
L'ecografia è di prima scelta soprattutto in soggetti magri. Può essere difficile nei soggetti obesi o quando è presente intenso meteorismo.
La TAC può rivelare una diffusa atrofia del parenchima, ma più spesso riesce ad evidenziare solo una dilatazione del dotto di Wirsung.
L'ERCP non è quasi più utilizzata a scopo diagnostico, ma come terapia nella dilatazione con stent del dotto di Wirsung. Oggi viene sostituita dalla Colangio-RMN che permette evidenziare con grande definizione l'albero biliare ed i dotti pancreatici.
L'ecoendoscopia è estremamente utile nella diagnosi differenziale delle masse pancreatiche.

## Trattamento

### Trattamento medico
La prevenzione delle complicanze consiste nell'astensione dall'alcol e nell'adattamento a una dieta povera di lipidi. Il dolore può essere controllato con la somministrazione di farmaci, con una particolare attenzione nell'evitare farmaci oppiacei, i quali possono causare contrazioni dello sfintere di Oddi e peggiorare la situazione.
L'integrazione di enzimi digestivi per via orale può essere necessaria per evitare il malassorbimento ed è indicata con steatorrea superiore a 7g al giorno.

### Trattamento chirurgico
Da riservarsi ai casi non trattabili diversamente, consisteva nella duodenocefalopancresectomia, ma è stata sostituita dalla pancreatectomia parziale con risparmio del duodeno, in considerazione della minore invasività del tumore.
Nel caso di ostruzione del coledoco o del dotto di Wirsung è indicata la decompressione meccanica.
La resezione del nervo grande splancnico (splancnicectomia) si è rivelata molto efficace per il controllo del dolore.

### Trattamento endoscopico
Il trattamento endoscopico può essere utilizzato in caso di fallimento della terapia medica e d'impraticabilità della terapia chirurgica. In pazienti selezionati, nell'ostruzione del coledoco o del dotto di Wirsung, viene utilizzato il drenaggio delle pseudocisti pancreatiche. Il suo ruolo nel trattamento del dolore, con l'interruzione del plesso celiaco tramite guida ecografica, è discusso. L'efficacia della terapia endoscopica rispetto alla medica, nel caso di pancreatite cronica sintomatica, è confermata da una percentuale di successi pari al 50% (contro il 31% della terapia medica).

### Trattamento del  dolore
Il controllo del dolore nei pazienti affetti da pancreatite cronica con riacutizzazioni ricorrenti è una condizione difficile, in cui le terapie convenzionali spesso forniscono un sollievo limitato. Normalmente sono previsti: terapia antidolorifica standard, enzimi digestivi e interventi endoscopici. Quando i trattamenti convenzionali si rivelano inefficaci si sta esplorando l'efficacia della cannabis terapeutica con un caso risoltosi somministrando un olio contenente 5% di cannabidiolo e < 0,5% di THC. 
Terapia nutrizionale
La terapia nutrizionale per il trattamento della pancreatite cronica deve essere effettuata da un dietologo esperto e naturalmente dipende dal grado di maldigestione e dallo stato nutrizionale del paziente. L'intervento nutrizionale si applica in vari punti: dall'astensione dell'alcool, all'adeguato apporto calorico-proteico per evitare la malnutrizione, alla distribuzione in pasti piccoli e frequenti, alla riduzione degli zuccheri semplici, alla moderazione nell'apporto lipidico e un'eventuale supplementazione vitaminica con controllo dell'introito di fibra.